# Colocasia trilinea
Colocasia trilinea är en fjärilsart som beskrevs av Barend J. Lempke 1966. Colocasia trilinea ingår i släktet Colocasia och familjen Pantheidae. Inga underarter finns listade i Catalogue of Life.